# David Lorenzo Magariño
David Lorenzo Magariño (Burgos, 8 de marzo de 1982 - Burgos, 1 de mayo de 2007) fue un escritor español.
Autor de poemas, cuentos y novelas. Sus relatos merecieron numerosos premios (Los Nuevos de Alfaguara 1999, Ana María Aparicio, Leopoldo Lasala, Al-Ándalus, Letras Jóvenes de Castilla y León) y se publicaron en revistas como Entelequia, Plaza de San Juan, Demente, Oye tú o Las piletas, entre otras.
Falleció por suicidio a los 25 años de edad.

### Novelas
- Los muertos salados (finalista en el IX Premio Ateneo Joven de Sevilla de Novela).[3] La novela tuvo su primera edición comercial en 2016, publicada por la editorial Gran Vía.[4]
- Nieve y silencio (XXX Premio Gabriel Sijé, 2005; Alicante: Caja de Ahorros del Mediterráneo, 2006; Alicante: Editorial Aguaclara, 2006).[5]

### Relatos en libros colectivos
- Con la pluma a cuestas. Salamanca: Celya, 2003.

## Premios
- Premio Novela Corta Gabriel Sijé por su obra Nieve y silencio (2005).
- Finalista del Premio de Novela Ateneo Joven de Sevilla (2004).
- 2º Premio del I Certamen Literario Ana M.ª Aparicio por Lo nunca dicho (2003).
- Premio del certamen juvenil Los Nuevos de Alfaguara con La dama roja (1999).